# Arterarij
Arterarij je udruga djelovanja u kulturi koju je 2015. godine osnovao glumac i redatelj Romano Nikolić. U svojim umjetničkim produkcijama udruga je usmjerena na direktno uključivanje predstavnika stigmatiziranih grupa te se bavi aktualnim društvenim problemima i marginaliziranim društvenim skupinama kroz dokumentaristički pristup temama i materijalima. Izmještanjem izvedbi iz klasičnih kazališnih prostora, Arterarij kreira izvedbene prostore koji naglašavaju komornu atmosferu i približavaju izvođače publici.
Najpoznatije predstave udruge su Na dnu oceana postoje neki svjetovi, Kućica za pse i Lijepi interijeri: Zagreb.

## Predstave

### Pogledaj me (2016.)
Autorski projekt Romana Nikolića ostvaren u suradnji sa Sindirelom Bobarić i Sinišom Senadom Musićem kao izvođačima. Riječ je o predstavi koja tematizira pitanje identiteta i predrasuda s kojima se pojedinci iz manjinskih zajednica susreću. Sindirela Bobarić i Siniša Senad Mustić, kao pripadnici romske zajednice, u ovom su projektu iznosili situacije koje su i sami proživjeli i time doprinijeli primarnoj želji udruge, a to je dati glas onima koje nemamo priliku ili ne želimo čuti. Autorski tim čine još i Mila Pavičević (dramaturgija), Zrinka Lukčec Kiko (scenski pokret), Zdravka Ivandija Kirigin (scena i kostimi), Selma Selman (video), Damir Šimunović (glazba) te Marion Frankola (svjetlo). Sindirela Bobić i Siniša Senad Musić ovim su projektom dobili nagradu za izniman doprinos kazališnoj umjetnosti čime će ostati zabilježeni kao prvi romski umjetnici koji su dobili Nagradu hrvatskog glumišta.

### Čekanja (2017.)
Autorski projekt Ozrena Prohića, Romana Nikolića i Mile Pavićević u suradnji s izvođačem Wisamom Al Obaidijem i izvođačicom Shaymom Al Zubaidi, bračnim parom iz Iraka. Projekt tematizira položaj azilanata i tražitelja azila. Kao i u prethodnom projektu, izvođači su imali priliku ispričati svoje osobne proče kroz dokumentarizam kojim se ova predstava služi. Uz navedene, autorski tim čine i Zrinka Lukčec Kiko (scenski pokret) te Damir Šimunović (glazba).

### Posljedice (2018.)
Predstava tematizira problem nasilja nad ženama tj. posljedicama koje ono ostavlja. Za razliku od prethodna dva projekta, ovu predstavu izvode profesionalne glumice - Irena Tereza Prpić i Mirej Stanić, ali sam se proces ponovno temeljio na dokumentarnim materijalima i stvarnim iskustvima žrtava nasilja koja je, između ostalih, iznijela i pjevačica Sandra Petrž koja se na kraju predstave pojavljuje na sceni. Autorski tim čine Romano Nikolić (režija), Jasna Jasna Žmak (dramaturgija), Nikolina Medak (scenski pokret) i Ana Fucijaš (kostimografija). Predstava je nastala u koprodukciji s kazalištem Marin Držić.

### Sakrij se negdje daleko. Do smrti. (2019.)
Autorski projekt nastao na temelju natječaja za studente Akademije dramskih umjetnosti u Zagrebu koji su se mogli prijaviti s redateljskim i dramaturški konceptima na temu govora mržnje u virtualnom svijetu. Pobjednici natječaja bili su redatelj Christian Jean-Michel Jalžečića i dramaturginja Dorotea Šušak. Kao i u prethodnoj Arterarijevoj produkciji, i u ovom projektu sudjeluju profesionalni glumci – Marija Šegvić i Paško Vukasović. Proces se također temeljio na dokumentarizmu. Materijali su prikupljeni iz virtualnog svijeta, ali i podataka samih žrtava online nasilja.

## Ostali projekti

### Knjige su jedini siguran sex (2016.)
Arterarij u suradnji s Teatrom &TD organizira javno čitanje isječaka književnih djela koje pojedine konzervativne organizacije smatraju spornim te ih nastoje izbaciti iz lektire. Cilj projekta bio je istaknuti umjetničku vrijednost djela čije su sporni fragmenti izvučeni iz konteksta. Na projektu su sudjelovali Jelena Miholjević, Nataša Kopeč, Saša Božić, Dora Ruždjak Podolski, Milica Manojlović, Franka Perković, Urša Raukar, Dubravka Crnojević- Carić, Senka Bulić, Ivana Buljan Legati, Barbara Matejčić, Ana Tonković Dolenčić, Ivan Čuić, Vanda Winter i Damir Markovina. Čitala su se djela Silvije Šesto, Marguerite Duras, Slavenke Drakulić, Zorana Ferića, Kristiana Novaka i Harukija Murakamija.

### Aljoša Rebolj: "Isklesano vrijeme" (2017.)
U suradnji s Kućom za ljude i umjetnost- Lauba pod pokroviteljstvom Veleposlanstva
Republike Slovenije 2017. godine realizirana je izložba "Isklesano vrijeme – kazališni opus Tomaža Pandura u Hrvatskoj". Izložba je postavljena i u Dubrovniku kao završni izložbeni program 68. Dubrovačkih ljetnih igara u Atriju Palače Sponza. 

## Nagrade
- Nagrada hrvatskog glumišta za izniman doprinos kazališnoj umjetnosti 2017.